# Jamblique (romancier)
 (novembre 2023).
Si vous disposez d'ouvrages ou d'articles de référence ou si vous connaissez des sites web de qualité traitant du thème abordé ici, merci de compléter l'article en donnant les références utiles à sa vérifiabilité et en les liant à la section « Notes et références ».
Ne doit pas être confondu avec Jamblique de Chalcis.
Jamblique (en grec Ίάμβλιχος) est un écrivain syrien de langue grecque qui a vécu au IIe siècle, auteur d'un roman intitulé les Babyloniques (Βαϐυλωνιακά) ou les Amours de Rhodanès et de Sinonis, non conservé, mais dont un résumé assez développé constitue le codex 94 de la Bibliothèque du patriarche Photius. Il ne faut pas confondre cet auteur avec son homonyme, le philosophe Jamblique de Chalcis.

## Éléments biographiques
Sur l'auteur, nous possédons trois sources : la très succincte notice de la Souda, qui dit seulement que c'était un esclave affranchi ; un très bref passage au milieu du résumé de Photius, donnant des informations puisées dans le texte, selon lesquelles Jamblique écrivait au temps de l'empereur Marc Aurèle, de Lucius Verus, de Sohaemus d'Arménie et de Vologèse IV (seconde moitié du IIe siècle), qu'il était « Babylonien », et qu'il avait d'abord été formé à la « magie » (la discipline des Mages), ensuite à la culture grecque. La troisième source, la plus riche, est une scholie marginale figurant dans le manuscrit Marcianus 450, le plus ancien de la Bibliothèque de Photius (Xe siècle) : Jamblique était un Syrien de souche, non descendant de Grecs établis en Syrie après la conquête d'Alexandre, et c'était un locuteur natif de l'araméen ; il avait eu pour professeur un Babylonien, homme très savant, ancien secrétaire royal capturé par les Romains pendant la campagne de l'empereur Trajan dans le royaume des Parthes (114-116) et vendu comme esclave à un Syrien ; auprès de cet homme il avait été instruit de la langue et de la culture babyloniennes ; le grec n'avait été que la troisième langue qu'il avait apprise, parfaitement d'ailleurs. D'après le résumé de Photius, les Babyloniques contenaient le récit de la défaite et de la fuite de Vologèse IV devant Lucius Verus (163).

## Œuvre
Photius qualifie le texte de « drame représentant des aventures amoureuses » (δραματικὸν ἔρωτας ὑποκρινόμενον). Le titre Βαϐυλωνιακά est donné par la notice de la Souda. Le patriarche parle d'une œuvre en seize livres, l'encyclopédie de trente-neuf livres, et pourtant le résumé du premier semble complet, avec le happy end, d'ailleurs annoncé vers le début ; il doit s'agir d'éditions différentes, diversement organisées.
Rhodanès et Sinonis, jeunes Babyloniens, sont amoureux l'un de l'autre. Mais le roi Garmos, ayant perdu sa femme, s'éprend de Sinonis. Celle-ci se refusant à lui, il la détient avec une chaîne d'or, et fait crucifier Rhodanès par ses deux eunuques Damas et Sacas. Mais Sinonis parvient à se libérer et à détacher son amant de sa croix, et tous deux s'enfuient. Le roi, furieux, fait couper le nez et les oreilles des deux eunuques, pour les punir de leur négligence, puis les envoie à la tête d'une troupe de soldats à la poursuite des fugitifs. Le récit suit alors la course éperdue des amants traqués, avec de multiples épreuves et rebondissements, de nombreux moments dramatiques où les jeunes héros sont près de mourir (capturés par un brigand anthropophage, arrêtés et sur le point de se suicider avec du poison, etc.). L'action et les personnages sont violents et cruels (y compris les héros), et il y a beaucoup de sang. Le merveilleux est très présent (divination, enchantements...), et l'auteur fait des digressions sur des rituels magiques. On trouvait aussi au fil de l'œuvre des récits différents insérés, faits par des personnages de l'histoire principale, ou digressions directes de l'auteur (histoire d'un temple de Vénus où Sinonis doit être guérie d'une blessure, histoire des amours homosexuelles d'une certaine Bérénice, fille d'un roi d'Égypte, etc.). Finalement Sinonis doit épouser un roi de Syrie, tandis que Rhodanès, capturé par les hommes de Garmos, est à nouveau crucifié, mais dans un dernier retournement de situation Garmos le fait détacher de son gibet et le met à la tête de troupes envoyées contre le roi de Syrie, avec des ordres secrets donnés à des officiers de le mettre à mort s'il est vainqueur. Rhodanès parvient à reconquérir Sinonis, à éviter d'être assassiné, et à remplacer Garmos sur le trône de Babylone.
On trouve à travers la Souda vingt-et-une citations du roman de Jamblique (mais qui ne sont que de simples phrases, ou moins encore). Il existe aussi des fragments un peu plus longs dans des anthologies, dont un paragraphe entier, décrivant un cortège royal, dans les Excerpta varia Græcorum sophistarum ac rhetorum de Léon Allatius (Rome, 1641 ; fragment attribué à Adrien de Tyr).
Photius juge Jamblique moins obscène qu'Achille Tatius, mais moins décent qu'Héliodore d'Émèse. Il regrette qu'il n'ait pas déployé son indéniable talent d'écrivain (beauté du style, belle ordonnance des récits) dans des genres moins futiles.